# تراس‌های برنجی کوردیلرای فیلیپین

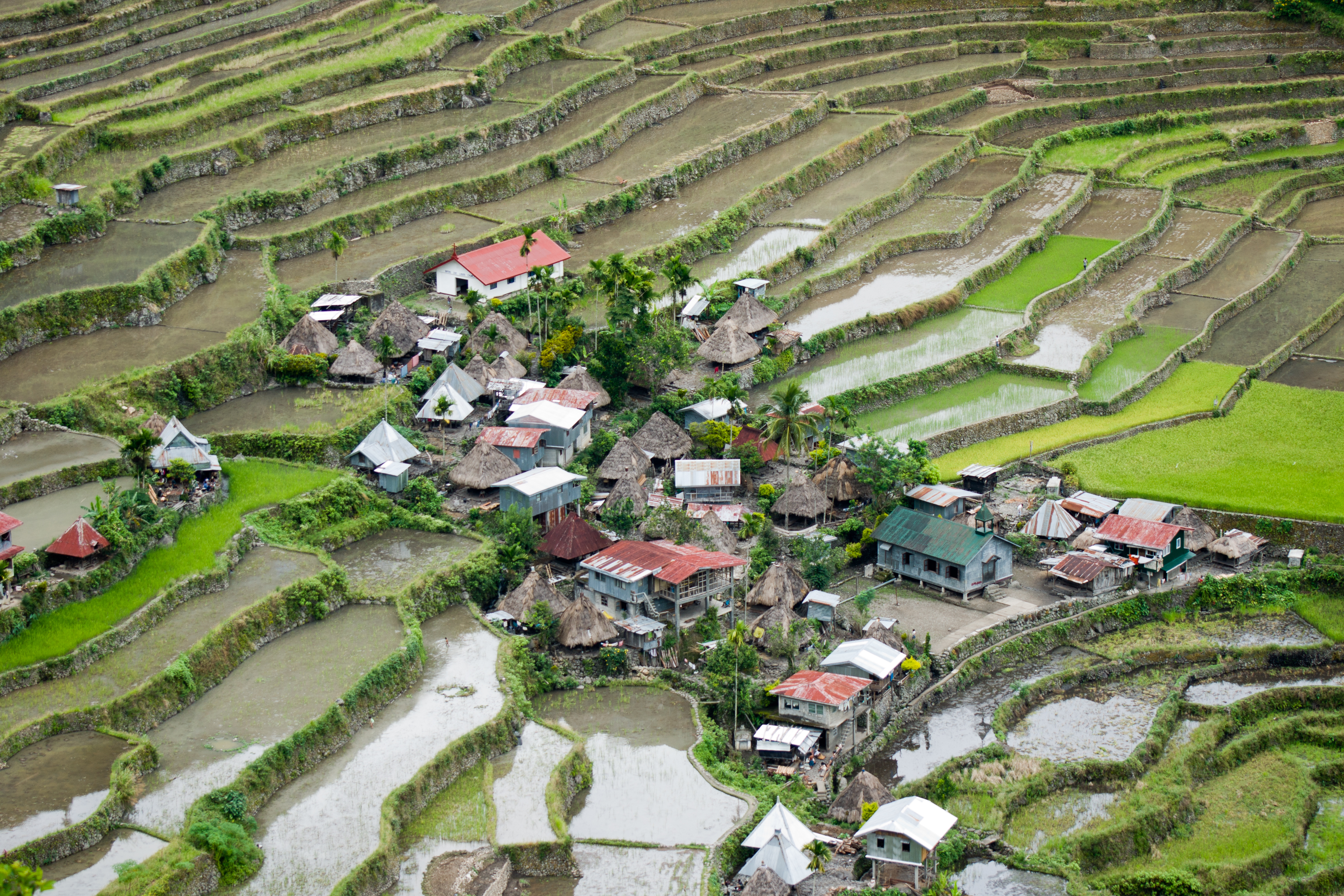
خانه‌های شالیکارها در بخشی از تراس‌های برنجی کوردیلرا.

تراس‌های برنجی کوردیلرای فیلیپین، (به فیلیپینی: Mga Hagdan-Hagdang Palayan ng Kordilyera ng Pilipinas)، نام مجموعه‌ای از چندین شالیزار برنج است که حدود دو هزار سال پیش، در استان ایفوگائو، فیلیپین با تراشیده‌شدن دستی کنارهٔ کوه‌ها و تبدیل‌شان به زمین کشاورزی و شالیزار، به‌مانند پله‌ای عریض و عظیم ایجاد شدند.
یونسکو، در سال ۱۹۹۵ میلادی، تراس‌های برنجی کوردیلرای فیلیپین را به فهرست میراث جهانی یونسکو اضافه کرد. این تراس‌ها اکنون از جاذبه‌های گردشگری فیلیپین به‌حساب می‌آیند.